# B. D. Jatti

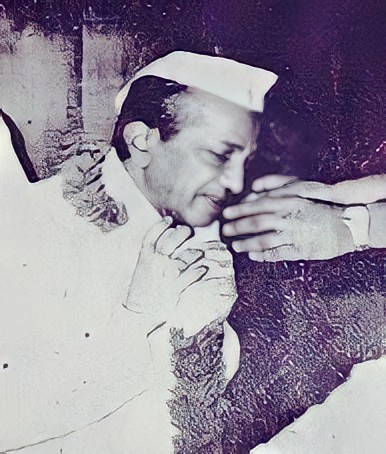
B. D. Jatti

B. D. Jatti (Basappa Danappa Jatti, Ausspracheⓘ; * 10. September 1912 in Savalgi, damals Präsidentschaft Bombay, Britisch-Indien, heute im Distrikt Bijapur, Karnataka; † 7. Juni 2002 in Bangalore) war von 1974 bis 1979 Vizepräsident Indiens und kommissarischer Präsident der Republik Indien vom 12. Februar bis 25. Juli 1977.
Der Jurist war Chief Minister von Mysore (1958–1962), Vizegouverneur von Pondicherry (1968–1972) und Gouverneur von Orissa (1972–1974). Als indischer Vizepräsident war er nach dem Tod Fakhruddin Ali Ahmeds kommissarischer indischer Staatspräsident.